# Iglesia de San Pedro (Molina de Aragón)
La iglesia de San Pedro es una iglesia de estilo renacentista situada en la localidad guadalajareña de Molina de Aragón (España). Se encuentra en la plaza de San Pedro, junto al convento de las Ursulinas.
El templo original, de estilo románico, databa del siglo XIII, pero su cabecera y el crucero, de estilo gótico, fueron rehechos en el siglo XVI, y el cuerpo del templo en la segunda mitad del XVIII. Destaca su espadaña mudéjar aragonés de ladrillo macizo. El interior tiene mezclas de varios estilos arquitectónicos.